# La Crescenta-Montrose
La Crescenta-Montrose és una concentració de població designada pel cens dels Estats Units a l'estat de Califòrnia. Segons el cens del 2000 tenia 18.532 habitants.

## Demografia
Segons el cens del 2000, La Crescenta-Montrose tenia 18.532 habitants, 6.945 habitatges, i 4.944 famílies. La densitat de població era de 2.086,1 habitants/km².
Dels 6.945 habitatges en un 37,7% hi vivien nens de menys de 18 anys, en un 57,4% hi vivien parelles casades, en un 10% dones solteres, i en un 28,8% no eren unitats familiars. En el 24,5% dels habitatges hi vivien persones soles el 7,9% de les quals corresponia a persones de 65 anys o més que vivien soles. El nombre mitjà de persones vivint en cada habitatge era de 2,66 i el nombre mitjà de persones que vivien en cada família era de 3,22.
Per edats la població es repartia de la següent manera: un 26,5% tenia menys de 18 anys, un 6,4% entre 18 i 24, un 29,9% entre 25 i 44, un 25,8% de 45 a 60 i un 11,4% 65 anys o més.
L'edat mediana era de 39 anys. Per cada 100 dones de 18 o més anys hi havia 90,9 homes.
La renda mediana per habitatge era de 60.089 $ i la renda mediana per família de 69.381 $. Els homes tenien una renda mediana de 60.027 $ mentre que les dones 38.532 $. La renda per capita de la població era de 30.196 $. Entorn del 3,9% de les famílies i el 5,3% de la població estaven per davall del llindar de pobresa.

## Poblacions més properes
El següent diagrama mostra les poblacions més properes.